# Černošice
Černošice är en stad i Tjeckien.   Den ligger i regionen Mellersta Böhmen, i den centrala delen av landet, 16 km sydväst om huvudstaden Prag. Černošice ligger 215 meter över havet och antalet invånare är 4 920.
Terrängen runt Černošice är kuperad åt sydost, men åt nordväst är den platt. Černošice ligger nere i en dal. Runt Černošice är det tätbefolkat, med 613 invånare per kvadratkilometer. Närmaste större samhälle är Prag, 15,9 km nordost om Černošice. Runt Černošice är det i huvudsak tätbebyggt.